# Molekülmarkierung
Die Molekülmarkierung (englisch labeling, labelling, tagging) ist eine Methode der Chemie und Biochemie zur selektiven Bindung eines Atoms oder Moleküls an ein Molekül. Die Markierung wird zur weiteren Verfolgung des markierten Moleküls oder zur Aufklärung eines Reaktionsmechanismus (englisch crossover experiment) verwendet.

## Eigenschaften

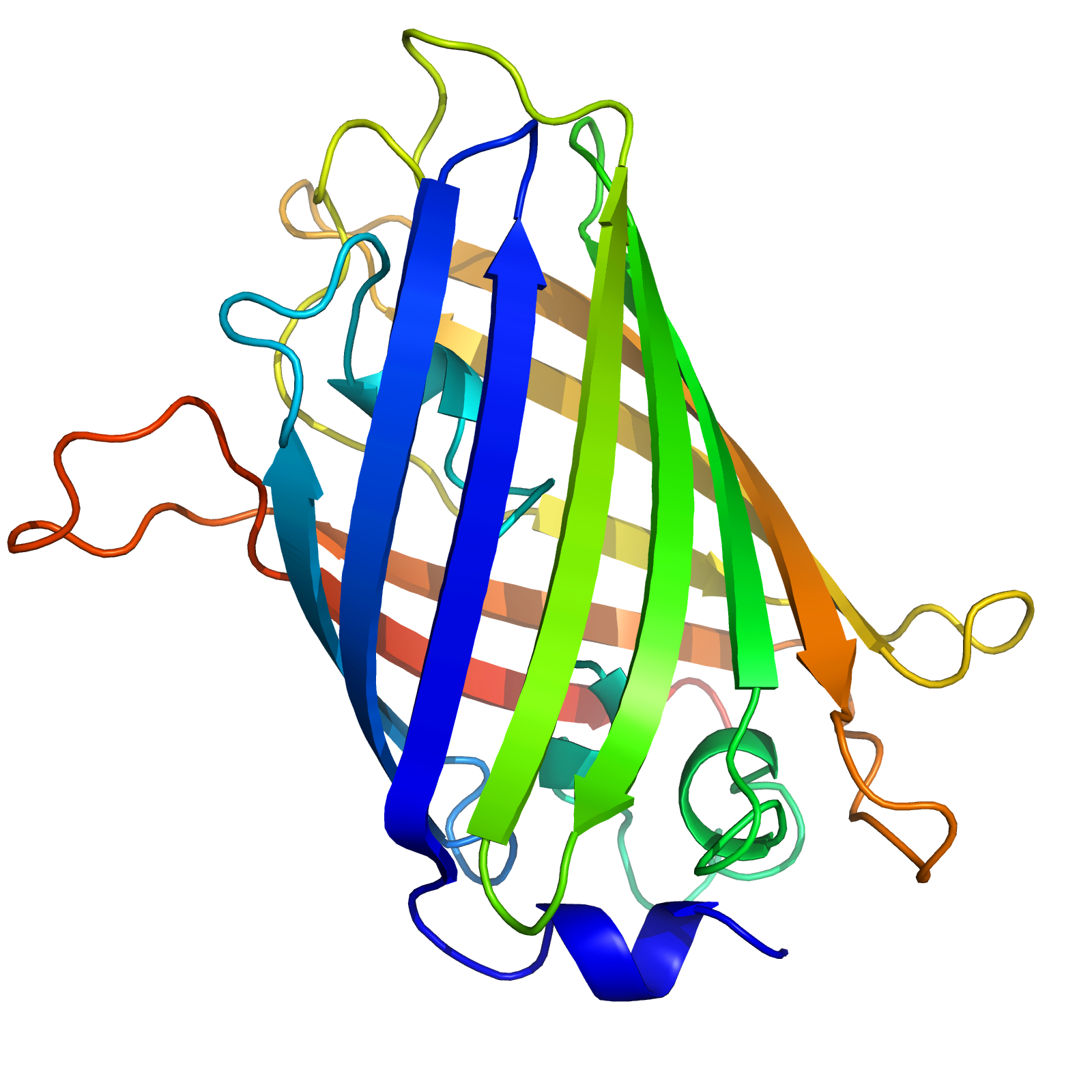
GFP aus Aequorea victoria, eine typische Fluoreszenzmarkierung

Moleküle können je nach ihren charakteristischen funktionellen Gruppen mit einer selektiv bindenden Markierung versehen werden, die ein nachverfolgbares Signalmolekül (Reportermolekül) trägt. Die Markierung besteht aus einer bindenden Gruppe (Kopplungsgruppe), gelegentlich einem Verbinder (Linker) und einem nachweisbaren Molekül (Reporter). Die Markierung ist dabei über die Kopplungsgruppe meistens kovalent verbunden. Bei Nukliden kann sie aber auch ionisch und bei indirekten Nachweisen über eine Mischung aus ionischen Bindungen, Van-der-Waals-Bindungen, hydrophoben Effekten, Wasserstoffbrücken und teilweise auch Disulfidbrücken gebunden sein. Im Gegensatz zu einer Färbung mit den meisten selektiv bindenden Proteinfarbstoffen oder Nukleinsäurefarbstoffen erfolgt die kovalente Markierung von Biomolekülen entweder an einzelnen Atomen oder sequenzspezifisch.

### Reportertypen
Die Reportermoleküle werden meist über selektiv reaktive Kopplungsgruppen kovalent mit einem flexiblen Abstandshalter (englisch linker ‚Verbinder‘) an bestimmte funktionelle Gruppen des zu markierenden Moleküls gekoppelt. Einen Sonderfall bilden die Nuklide, die aufgrund ihrer vergleichsweise geringen Molekülgröße auch direkt an ein anderes Molekül gekoppelt werden können (ohne reaktive Kopplungsgruppe oder linker). Während zur Markierung von kleinen Molekülen meistens eine Isotopenmarkierung verwendet wird, wurden für die Markierung der verschiedenen Biopolymere wie Proteine und DNA viele unterschiedliche Reportertypen entwickelt.
Als Reportermoleküle bei Markierungen werden Nuklide (radioaktive und nicht radioaktive), Biotin, Reporterenzyme, Oligonukleotide, Fluorophore (im Zuge einer Fluoreszenzmarkierung) oder bei Proteinen auch Protein-Tags eingesetzt.

### Kopplungsarten
Die Markierungen mit Nukliden besitzen unter den Markierungen die kleinsten Änderungen der Molmasse und führen daher zu einer vergleichsweise geringeren Änderung der Proteinstruktur und der biologischen Aktivität, die radioaktiven Nuklide sind jedoch von erhöhten Sicherheitsmaßnahmen und Anforderungen an das Sicherheitslabor begleitet. Nuklide (Isotope und Isobare) können direkt kovalent an das zu markierende Molekül gekoppelt werden (chemische Kopplung), daneben auch kovalent über eine Kopplungsgruppe angefügt werden, ionisch gekoppelt werden (z. B. über Chelatoren wie DTPA, TTHA oder chelierende Peptide wie das Protein-Tag His-Tag) durch eine chemische Totalsynthese (z. B. per Peptidsynthese, per Phosphoramidit-Synthese) oder in einer Biosynthese durch den Umbau Nuklid-markierter Vorläufersubstanzen erzeugt werden (metabolische Markierung). Im Zuge einer chemischen Isotopenmarkierung oder einer metabolischen Isotopenmarkierung werden Moleküle mit radioaktiven Isotopen (z. B. 3H, 11C, 13C, 14C, 13N, 15O, 18F, 26Al, 32P, 33P, 35S, 36Cl, 41Ca, 125I, 131I) markiert. Die Isotope von nicht natürlicherweise in Biomolekülen vorkommenden Elementen wie Iod, 99Technetium oder 113Indium müssen bei einer metabolischen Markierung zuvor chemisch an die Vorläufermoleküle gekoppelt werden.
Die anderen Arten der Reportermoleküle können kovalent über eine Kopplungsgruppe angefügt werden, durch eine chemische Totalsynthese oder in einer Biosynthese erzeugt werden. Die Biosynthese erfolgt im Stoffwechsel durch den Umbau Reporter-markierter Vorläufersubstanzen (metabolische Markierung). Eine Markierung kann bei hoher Selektivität und geringer Toxizität auch teilweise metabolisch und teilweise synthetisch erfolgen, wie bei der bioorthogonalen Markierung. Dabei werden metabolisch eingebaute Vorläufersubstanzen nach einer Proteinreinigung bzw. DNA-Reinigung anschließend zur nachträglichen chemischen Kupplung eines Reportermoleküls anhand der selektiv reaktiven Gruppe verwendet, z. B. per Click-Chemie (1,3-dipolare Cycloaddition mit Aziden und Cyclooctynen, eine Kupfer-freie Click-Chemie), per Cycloaddition zwischen Nitronen und Cyclooctynen, per Oxim/Hydrazon-Bildung aus Aldehyden oder Ketonen, per Tetrazin-Ligation, per Isonitril-basierter Click-Reaktion, per Quadricyclan-Ligation und per Staudinger-Reaktion zwischen Aziden und Triarylphosphinen.
Zur Verfolgung des zeitlichen Verlaufs eines markierten Moleküls im Kontext des Stoffwechsels wird als Variante der metabolischen Markierung die Pulsmarkierung (englisch pulse labelling) verwendet. Bei der Puls-Markierung wird der Markierungszeitraum zeitlich begrenzt, wodurch die Markierung des Moleküls und seiner Metaboliten genauer eingrenzbar ist und der Wechsel der Markierung auf einzelne nachfolgende Stoffe in einem Stoffwechselweg beobachtet werden kann. Die Verfolgung mehrerer Metabolite gleichzeitig wird auch als metabolische Fluxanalyse (englisch metabolic flux analysis) bezeichnet. Durch die Molekülmarkierung können durch eine Markierung von Oberflächenproteinen und/oder der Glykokalyx auch die Zellmembranen von ganzen Zellen markiert werden, z. B. für die Durchflusszytometrie, die Fluoreszenzmikroskopie oder die Fluoreszenztomographie.
Bei einem Protection Assay werden unter anderem Markierungen verwendet, um unbedeckte Bereiche auf der Oberfläche eines Moleküls zu markieren, wodurch die Oberfläche oder die Bindungsstelle eines bindenden Moleküls bestimmt werden kann. Die für die Markierung zugänglichen Bereiche eines Proteins sind ein Hinweis, dass die markierten Aminosäuren sich frei zugänglich auf der Proteinoberfläche befinden. Gefaltete Bereiche von Proteinen und Bereiche, die ein anderes Molekül gebunden haben, sind für eine Markierung weniger zugänglich.

### Direkte und indirekte Nachweise
Bei einer Molekülmarkierung kann das nachzuweisende Molekül entweder direkt mit einem Reportermolekül versehen werden oder indirekt durch selektiv bindende Reporter-tragende Moleküle nachgewiesen werden. Methoden zur Molekülmarkierung sind:
- Direkte Molekülmarkierungen
  - chemische Totalsynthese (nur in vitro)
  - chemische Kopplung (in vitro Kupplung des Reportermoleküls)
  - bioorthogonale Markierung (in vitro Kupplung des Reportermoleküls)
  - metabolische Markierung in vitro (z. B. PCR, In-vitro-Translation)
  - metabolische Markierung in vivo (Fütterung markierter Moleküle)
  - Reporterproteine
  - Protein-Tags bzw. RNA-Tags, die ein Reportermolekül binden.
- Indirekte Molekülmarkierungen
  - Immunmarkierung (bei Proteinen, Protein-Tags und Kohlenhydraten)
  - Lektinmarkierung (bei Kohlenhydraten und Glykoproteinen)
  - Hybridisierungssonden (bei Nukleinsäuren)
  - Biotinylierung
  - Reportergene

## Proteinmarkierung

### Reaktive Gruppen in Proteinen
Im Gegensatz zu Kohlenhydraten und Nukleinsäuren kommen unter den Biomolekülen manche Strukturmotive aufgrund der verschiedenen enthaltenen Aminosäuren nur bei Proteinen vor, z. B. Sulfhydryl-enthaltende Cysteine oder Phenolreste in Tyrosinen. Diese Strukturmotive können mit entsprechenden Kopplungsreagenzien selektiv markiert werden. Dabei werden Strategien untersucht, nur eine bestimmte von mehreren Aminosäuren gleicher Sorte zu markieren.

Thiol- oder Sulfhydrylgruppe an Cystein
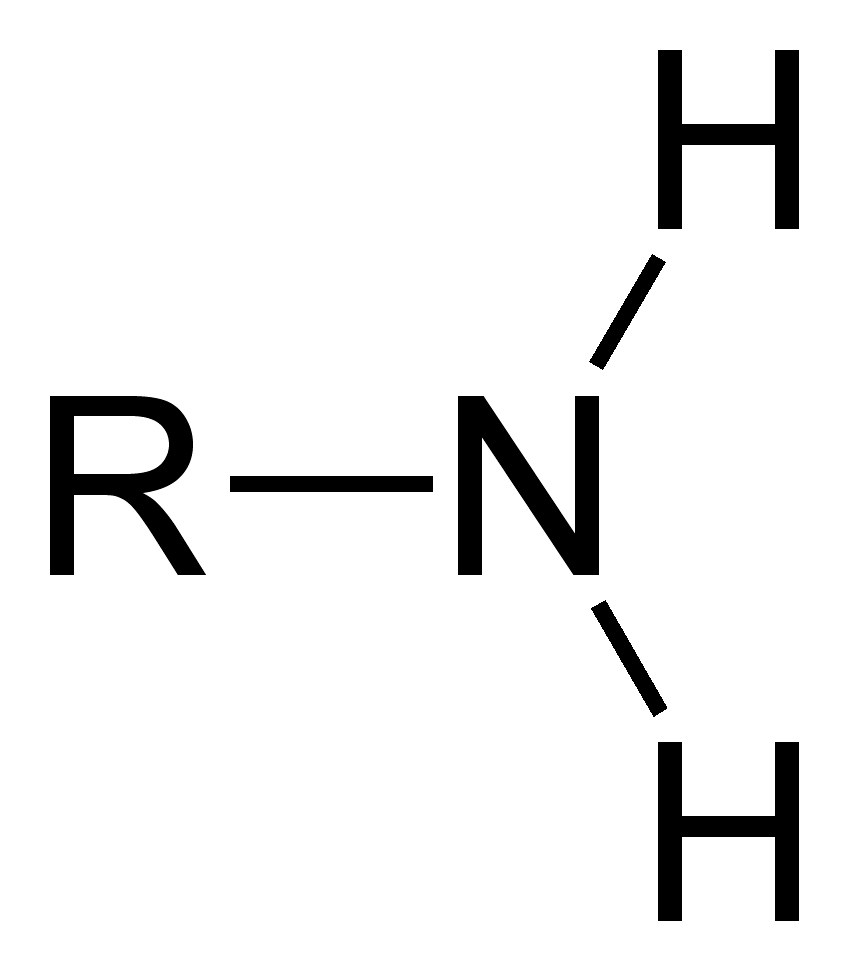
Aminogruppe an Lysin und am N-Terminus
Carboxygruppe an Asparaginsäure, Glutaminsäure und am C-Terminus

### Kupplung

Kupplung von Aminen mit Succinimidylestern

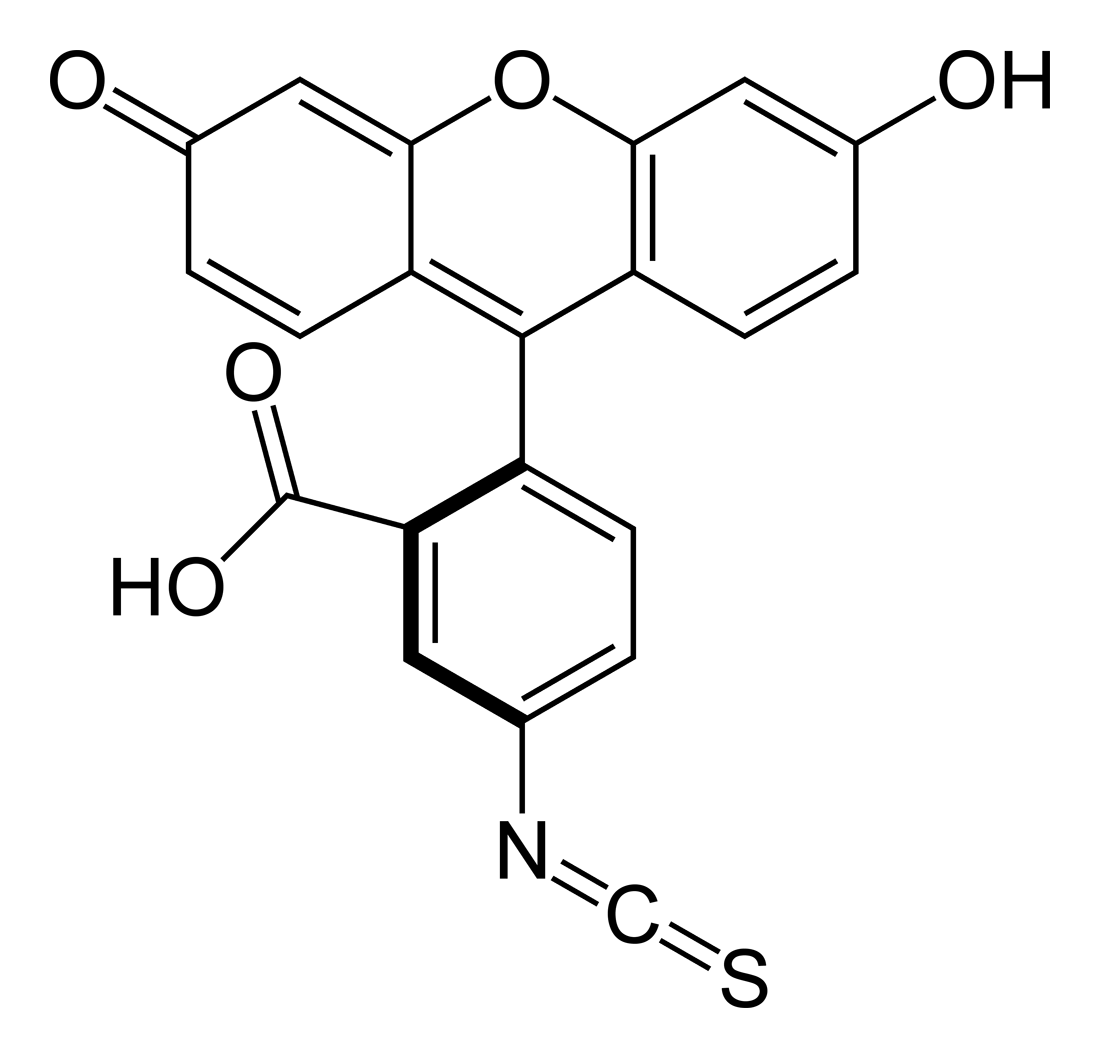
Fluoresceinisothiocyanat (FITC) reagiert mit Aminogruppen

Cysteine können mit Maleimiden, Disulfiden, Iodacetamid (z. B. IAEDANS), Haloacetylen, Aziridinen, Acryloylen, Arylierungsmitteln, Vinylsulfonen, Pyridyl- und anderen Disulfiden selektiv reagieren. Aminosäuren mit primären Aminen an der Seitenkette wie Lysin können durch Succinimidester (N-Hydroxysuccinimid, Sulfosuccinimid- oder andere Succinimidylester) oder bestimmte Isothiocyanate wie PITC oder FITC markiert werden. Carboxygruppen können durch eine Aktivierung mit Carbodiimiden an Amingruppen gekoppelt werden. Nach einer Oxidation von Proteinen oder durch eine reduktive Alkylierung können verschiedene Reportermoleküle gekoppelt werden. Über eine Tosylierung können nukleophile Gruppen in Proteinen gekoppelt werden. Mit Enzymen können Proteine oftmals mit einer erhöhten Selektivität an Protein-Tags markiert werden, z. B. per Sortase, per Transglutaminase, per Haloalkandehalogenase oder per Phosphopantetheinyltransferase. Auf dem gleichen Prinzip wie die Markierung durch Kupplung basiert auch die Vernetzung und die Fixierung verschiedener Aminosäureseitenketten in Proteinen.

Diazirine.

Auch photoreaktive Moleküle (z. B. Arylazide, Diazirine) können als reaktive Gruppe einer Markierung bei Proteinen verwendet werden, um den Zeitpunkt der Kupplung besser steuern zu können, da die Reaktion erst mit UV-Bestrahlung ausgelöst wird, z. B. im Zuge einer Photoaffinitätsmarkierung. Aufgrund der geringeren Selektivität dieser radikalisch reagierenden Kopplungsgruppen wird oftmals die Funktionsfähigkeit des Proteins durch Reaktion der radikalischen Kopplungsgruppe mit wichtigen Funktionen (z. B. ein aktives Zentrum eines Enzyms oder eine Bindungsstelle) gemindert. Ein Vorteil radikalischer Kopplungen ist dagegen die Unabhängigkeit vom Vorkommen bestimmter Aminosäuren im zu koppelnden Protein. Daher werden photoreaktive Markierungen meistens eingesetzt, wenn keine oder nur eine Amin- oder Sulfhydrylgruppe zur selektiven Kupplung zur Verfügung steht oder eine anschließende Funktionsfähigkeit unerheblich ist. Es existieren auch photoreaktive Diazirin- oder Azid-enthaltende Analoga der Aminosäuren Leucin (Photo-Leucin), Methionin und p-Benzoyl-Phenylalanin, die während der Translation in das Protein eingebaut werden können. Durch eine Peptidsynthese oder eine In-vitro-Translation können Peptide mit markierten Aminosäurederivaten hergestellt werden.
Einige Proteaseinhibitoren führen zu einer selektiven Markierung von Proteinen. Bei einem Label-Transfer-Experiment wird eine spaltbare Quervernetzung mit einem Reporter zwischen zwei benachbarten Molekülen verwendet, um durch eine Spaltung der Quervernetzung das Reportermolekül zwischen diesen Molekülen zu übertragen und dadurch deren Nachbarschaft nachzuweisen. Der dabei verwendete spaltbare Vernetzer enthält die Reportergruppe zwischen der Spaltstelle des Vernetzers und der Kopplungsgruppe für das meist unbekannte bindende Zielmolekül. In der DIGE werden unterschiedlich markierte Proben gemeinsam per SDS-PAGE oder 2D-Gelelektrophorese aufgetrennt. In einem Proximity Ligation Assay wird die Nachbarschaft Oligonukleotid-markierter Proteine per PCR nachgewiesen. Proteine können mit Oligonukleotiden für einen Nachweis per Hybridisierung markiert werden. Auch können Proteine mit Biotin-Succinimidylestern in vitro biotinyliert oder in vivo mit einem Protein-Tag mit Biotinylierung (z. B. Avi-Tag, BCCP-Tag, Strep-Tag) versehen werden und anschließend indirekt mit Avidin- oder Streptavidin-Konjugaten markiert werden.

### Nuklidmarkierungen
Die Nuklidmarkierung verwendet meistens radioaktive Nuklide aufgrund der vergleichsweise hohen Sensitivität (geringe Nachweisgrenze) und der Einfachheit des Nachweises per Autoradiographie, per Szintillationszähler oder per Positronen-Emissions-Tomographie. In der Kernspinresonanzspektroskopie und der Massenspektrometrie können auch nicht-radioaktive Nuklide verwendet werden.
Die Nuklidmarkierung erfolgt entweder chemisch oder biosynthetisch. Die biosynthetische Markierung erfolgt z. B. als metabolische Markierung durch Fütterung von Zellkulturen oder Versuchstieren mit markierten Vorläufermolekülen. Durch eine Radioiodierung können Tyrosine in vitro mit radioaktivem Iod markiert werden. Phosphorylierungen von Serin, Threonin und Tyrosin werden meist enzymatisch mit geeigneten Proteinkinasen und radioaktivem Phosphor-haltigem Adenosintriphosphat durchgeführt. Eine radioaktiv markierte Prenylierung kann mit 3H-Mevalonsäure durchgeführt werden. Daneben wird im Zuge einer Prenylierung der C-Terminus methyliert, der durch 3H-markiertes S-Adenosyl-Methionin reversibel radioaktiv markiert werden kann. Durch eine Myristylierung kann N-terminal markiert werden. Eine Geranylgeranylierung kann mit Azidogeranylen durchgeführt werden. Sulfatierungen können mit 35S-markiertem Sulfat nachgewiesen werden. Wasserstoffatome können durch eine Deuterierung mit Deuterium ausgetauscht werden. Die Markierung mit radioaktiven Isotopen erlaubt eine Verfolgung per Autoradiographie. In der Massenspektrometrie wird die Isobarenmarkierung zur Unterscheidung verschiedener Proben verwendet. Neben den üblicherweise verwendeten Nukliden 1Wasserstoff oder 15Stickstoff werden in der NMR-Spektroskopie Markierungen mit 13Kohlenstoff oder 19Fluor verwendet.

### Bioorthogonale Markierungen

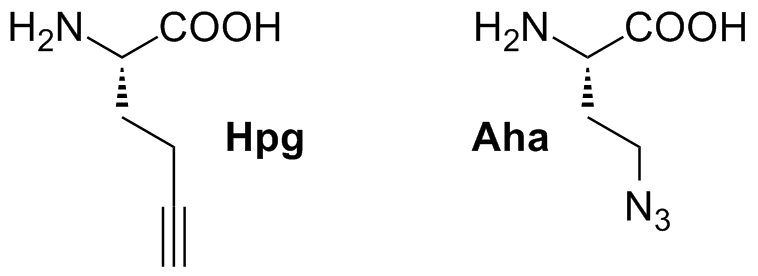
Aminosäuren für eine bioorthogonale Markierung.

Kupplung von Membranproteinen mit Aziden.

Proteine können bioorthogonal markiert werden. Hierbei werden verschiedene selektive Kopplungsreaktionen verwendet, z. B. per Sonogashira-Kupplung, per kupferkatalysierter Alkin-Azid-Cycloaddition, per Heck-Reaktion, per Oxim-Ligation, per Cyclopropen-Azid-Kopplung, per Myristylierung, per Cyanobenzothiazol-Kondensation oder per Tetrazol-alken Cycloaddition. Membranproteine können nach der Biosynthese enzymatisch mit Aziden gekoppelt werden, die wiederum per Staudinger-Reaktion mit Reportermolekülen gekoppelt werden.

### Rekombinante Markierungen
Proteine können als rekombinante Proteine mit einem Protein-Tag oder mit einem Reporterprotein als Fusionsprotein hergestellt werden, die während der Translation N-terminal oder C-terminal an das Protein angehängt werden. Über das in das rekombinante Protein eingefügte Protein-Tag kann ein Protein aufgereinigt oder nachgewiesen werden, z. B. mit GFP oder mit Reporterenzymen. Manche Protein-Tags werden nach der Biosynthese nachträglich bioorthogonal mit einem Reportermolekül gekoppelt, z. B. das Snap-Tag, das Polyhistidin-Tag, das Flash-Tag, das ReAsH-Tag, das Flag-Tag, das Clip-Tag, das HyRe-Tag, das beta-Lactamase-Tag, das LAP-Tag und das Sortase-Tag. Durch Inteine können Proteine posttranslational markiert werden.

### Indirekte Markierungen
Bei einer Immunmarkierung mit Immunkonjugaten basiert die Selektivität der Markierung auf der Bindung von Antikörpern, daneben ist der Antikörper meist selbst oder über einen Sekundärantikörper mit einem Reportermolekül markiert, der indirekt zum Nachweis dient, z. B. bei der Fluoreszenzmikroskopie, beim Western Blot und beim ELISA. Das vom Antikörper gebundene Epitop ist dabei entweder im Protein oder an einem Protein-Tag. Proteine können auch durch Reportergene indirekt nachgewiesen werden.

## Nukleinsäuremarkierung

### Reaktive Gruppen in Nukleinsäuren

Adenosinmonophosphat

DNA besitzt im Vergleich zu Proteinen eine geringere Anzahl verfügbarer funktioneller Gruppen aufgrund der verwendeten Nukleotide, darunter eine zur Kupplung verwendbare Aminogruppe in der Nukleinbase Adenin.

### Kopplungsarten

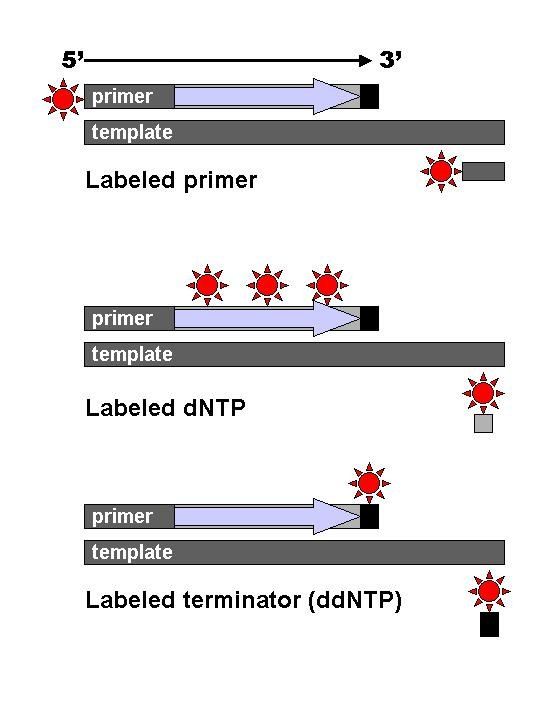
Häufig verwendete Markierungen bei der DNA-Sequenzierung.

Die Phosphatgruppe kann durch radioaktives Phosphat mit einem 32Phosphoratom in vitro im Zuge eines Random Priming, einer Nick translation, einer Erzeugung per Phosphoramidit-Synthese oder in vivo durch Biosynthese mit radioaktivem Phosphat markiert werden. Auch DNA kann bioorthogonal markiert werden, z. B. mit 5-Ethynyl-2'dUTP. Die Aminogruppe des Adenins kann in vitro mit Succinimidylestern oder Isothiocyanaten reagieren.
Durch eine Polymerasekettenreaktion kann DNA in vitro mit unnatürlichen Nukleotidanaloga markiert werden, z. B. BrdU, Digoxigenin-dUTP, Hydroxymethyl-dCTP sowie fluoreszente Nukleotide in der DNA-Sequenzierung nach Sanger, der QPCR oder der In-situ-Hybridisierung mit Hybridisierungssonden.

### RNA
RNA kann unter anderem biosynthetisch mit RNA-Tags, chemisch oder mit Hybridisierungssonden markiert werden. Bei RNA-Tags werden meist DNA-Sequenzen von Aptameren in das offene Leseraster eines Gens kloniert. Nach einer Erzeugung der RNA mit dem RNA-Tag durch Transkription bilden sich Sekundärstrukturen, die z. B. selektiv an Dextran, Streptavidin oder Farbstoffe binden.

## Kohlenhydratmarkierung

Bioorthogonale Markierung mit modifiziertem Glucosamin.

Markierte Kohlenhydrate werden durch metabolische oder bioorthogonale Markierung erzeugt, chemisch markiert oder die Kohlenhydrate werden indirekt über Lektine nachgewiesen.